# 專業旅運

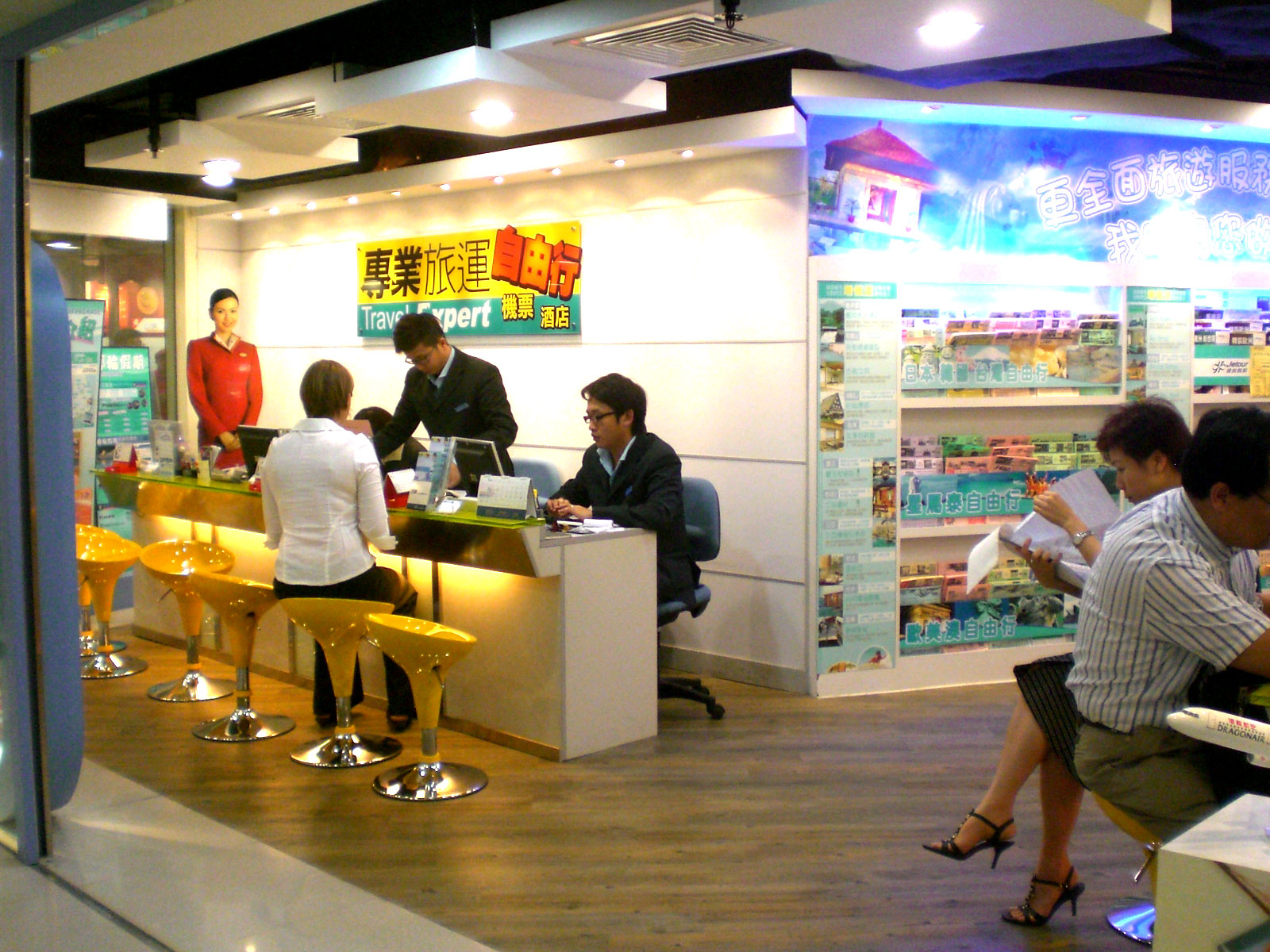
專業旅運，上環分店

專業旅運(亞洲)企業有限公司(香港旅行社牌照號碼：350709, 港交所：01235)，香港其中一家旅行社，1986年於中環創辦。

## 歷史
專業旅運創基於香港，由一間只有數名職員及以代理機票及酒店為主的家庭式小生意開始發展，到1990年在尖沙咀成立分公司，2004年起公司迅速增張，在一年內開設五間分店。現時為一間以「自由行專家」見稱的旅遊企業，並擁有逾60間分行及多元化的產品。
2011年9月，公司集資最多6,900萬元招股，主席高偉明稱上市所得資金只作旅遊業務。原本在9月29日在香港交易所上市，但由於受到颱風影響，而押後至2011年9月30日上市。
2013年，公司宣佈擬增設投資部，進行股票和衍生工具買賣，上限為2,000萬元。不過公司在未上市前亦曾投資外滙相關衍生工具，最終虧損28萬元，並變賣部份投資產品。但其後業務不太理想，股價持續低迷，到2017年3月底全年業績轉盈為虧，虧損68萬元。
2018年，專業旅運集團旗下尊貴旅行團品牌 – 「尊賞假期」聯同咖啡供應商捷榮集團首次合作舉辦「10天意大利《品味咖啡》尋味之旅。

## 外部連結
- 集團網站 Travel Expert Group
- 官方網站 Travel Expert Limited （页面存档备份，存于）
- JR Pass網購 日本鐵路周遊劵[永久]